# Spaić
Spaić je priimek več znanih Slovencev:
- Savo Spaić (*1937), slovenski metalurg in montanist ter univerzitetni učitelj bosanskega rodu